# Fabrizio Corona
Fabrizio Maria Corona (Catania, 29 marzo 1974) è un personaggio televisivo e imprenditore italiano.
Ex socio fondatore e amministratore di Corona's, agenzia fotografica di Milano, negli anni è stato coinvolto in diversi procedimenti giudiziari (tra cui la nota inchiesta Vallettopoli); nel 2015 venne condannato definitivamente dalla Cassazione a 13 anni e 2 mesi di reclusione per reati continuati.
Dal dicembre 2019 agli arresti domiciliari per motivi terapeutici, nel marzo 2021 il tribunale di sorveglianza di Milano ne ha disposto il ritorno in carcere; tuttavia, ad aprile dello stesso anno, un collegio dello stesso tribunale ha disposto la sospensione del provvedimento in attesa del pronunciamento della Cassazione, consentendogli quindi di uscire dal carcere e tornare ai domiciliari.

## Biografia
Figlio del giornalista Vittorio Corona e di Gabriella Previtera, è nipote del giornalista Puccio Corona,  deceduto nel 2013. Ha due fratelli di nome Francesco e Federico, anche quest'ultimo giornalista.

### Attività imprenditoriali
Nel 1998 conobbe il direttore artistico Lele Mora, con il quale iniziò a collaborare all'interno del mondo dello spettacolo. In seguito, nel 2001, a Milano fondò la Corona's, agenzia fotografica dichiarata poi fallita alla fine del 2008. Attraverso questa attività imprenditoriale acquisì una certa notorietà, diventando per l'immaginario collettivo, il "Re dei Paparazzi", nonostante abbia più volte affermato di non aver mai scattato una foto.
Nell'aprile 2007 fondò la Fenice srl, società avente come scopo la realizzazione eventi nel campo della pubblicità, dell'arte e della moda. Nello stesso anno lanciò una linea di abbigliamento, un bar-ristorante a Nardò ed un negozio di parrucchieri in centro a Bologna.
Nel 2008 fondò una seconda società operante nel campo dell'abbigliamento di cui deteneva il 100% delle azioni e che poi venne amministrata da Marco Bonato. Nella primavera del 2011 fondò e iniziò a dirigere il settimanale scandalistico Corona's star, che in seguito diventò mensile e poi chiuse. Curò anche il sito socialchannel.it (magazine di gossip e attualità), i contenuti e l'editing grafico dei settimanali Eva e Vip. Fu anche editore della rivista di gossip mensile Lover. Nel 2018 fonda una terza linea di abbigliamento.
Fondatore di Voce Libera, giornale per i detenuti, lanciò una vendita di magliette con la scritta "To be free" destinando parte del ricavato a sostegno dei carcerati.
E' autore di numerosi libri autobiografici: Vita pericolosa di un fotoreporter randagio, diffuso come allegato dal quotidiano Libero nel gennaio 2007, La mia Prigione, pubblicato dalla Cairo Publishing sempre nel 2007, un romanzo giallo dal titolo Chi ha ucciso Norma Jean?, edito da Cairo Publishing nel 2010, Mea culpa. Voglio che mio figlio sia orgoglioso di me (scritto insieme al fratello Federico), edito da Mondadori nel 2014, La cattiva strada, edito da Mondadori nel 2016, Non mi avete fatto niente, edito da Mondadori nel 2019, Come ho inventato l'Italia, edito da La nave di Teseo nel 2020.

### Attività televisive, attoriali e canore
Noto anche per le sue attività come personaggio televisivo, attore e cantante, nel 2000 lavorò a Inter Channel, conducendo per 3 mesi il telegiornale.
Nel 2009 fu tra i partecipanti al reality show di Canale 5 La fattoria; eliminato nel corso della terza puntata, con il 56% dei voti, fu poi oggetto di un servizio di Striscia la notizia, secondo cui egli era già a conoscenza del momento esatto in cui sarebbe uscito dal reality, suscitando così diverse polemiche e nello stesso anno prese parte al film-documentario di Erik Gandini Videocracy - Basta apparire. Nel 2010 prese parte alle riprese, come protagonista, del remake (non del tutto prodotto e quindi mai uscito nelle sale) del film Scarface con Al Pacino; Corona venne in seguito "cacciato" dalla produzione a causa
di inadempienze contrattuali da parte dell'ex fotografo. Ha pubblicato con il cantante rap Kalief, le canzoni Corona non perdona e Pazzesco. Ha fatto una piccola partecipazione nel videoclip della canzone del DJ Steve Forest Belen, dedicata alla showgirl Belén Rodríguez. Nel 2015 il cantante Ultimo gli ha dedicato la canzone Un uomo migliore.
Nella stagione 2 di Squadra antimafia - Palermo oggi venne scelto per interpretare il ruolo di Ivo Principe detto il Catanese, ex pugile e riscossore del pizzo assoldato da Rosy Abate come killer; il suo personaggio comparve anche nella successiva stagione 3 per poi essere ucciso in una delle puntate.
Nel 2012 condusse il programma Libertà di parola - La fabbrica delle opinioni su Canale Italia. Nel 2015 fu il protagonista di Metamorfosi, documentario scritto, girato tra il 2011-2012 e diretto da Jacopo Giacomini e Roberto Gentili in cui raccontò l'ultimo periodo della sua vita prima del coinvolgimento nelle inchieste giudiziarie che lo portarono al secondo arresto.
Da fine 2024 inizia la pubblicazione sul proprio canale Youtube denominato Falsissimo, dispobile gratuitamente con una parte in abbonamento. Corona sul canale realizza in maniera molto pungente una serie di inchieste, interviste, opinioni e scoop di gossip.

## Vita privata
Nel 2001 ha sposato la modella italo-croata Nina Morić, con cui nel 2002 ha avuto un figlio, Carlos Maria. Nel 2007 la Morić ha chiesto la separazione da Corona e nel 2014 ha annunciato di aver ottenuto dallo stesso anche il divorzio.
Dal 2009 al 2012 ha avuto una relazione con la showgirl e modella argentina Belén Rodríguez; nel 2011 la Rodríguez subì una interruzione di gravidanza per stress.
Dal 2015 al 2018 ha avuto una relazione con Silvia Provvedi, cantante del duo Donatella.
Nel 2022 ha rivelato di avere una relazione con la modella Sara Barbieri, dalla quale ha avuto un figlio, Thiago, a dicembre 2024.

## Procedimenti giudiziari
Negli anni Fabrizio Corona è stato oggetto di diversi procedimenti giudiziari, nell'ambito dei quali furono pronunciate, in primo grado o in appello, sentenze di condanna e successivamente di assoluzione in grado definitivo, oltre che alcuni provvedimenti di custodia cautelare e di condanna. Più volte è stato inoltre multato per infrazioni commesse alla guida.

### Inchiesta Vallettopoli (2007-2014)
Ampia eco mediatica ebbe il coinvolgimento di Corona nell'inchiesta della Procura di Potenza "Vallettopoli", condotta dal PM Henry John Woodcock. Il 13 marzo 2007 venne infatti arrestato con l'accusa di associazione a delinquere finalizzata all'estorsione.
È stato in prigione per 77 giorni, divisi fra il carcere di Potenza (33 giorni) e il carcere di San Vittore di Milano (44 giorni). Il 29 maggio dello stesso anno gli vennero poi concessi gli arresti domiciliari ed il 29 febbraio 2008 fu rinviato a giudizio.

#### Filone di Milano (2009-2011)
Gli atti dell'inchiesta vennero trasmessi anche a Milano, dove Corona fu indagato per presunte estorsioni e tentate estorsioni ai danni di alcune celebrità, tra cui il manager Lapo Elkann ed i calciatori Alberto Gilardino ed Adriano. Il 10 dicembre 2009 la 5ª sezione penale del Tribunale di Milano lo condannò quindi a 3 anni e 8 mesi di reclusione; la pubblica accusa aveva invece chiesto 7 anni e 2 mesi.
Successivamente, in appello, venne ridotta ad 1 anno e 5 mesi la condanna per tentata estorsione ai danni dei calciatori Francesco Coco e Adriano; la sentenza venne poi riconfermata anche dalla Cassazione il 21 ottobre 2012.

#### Filone di Roma (2007)
Nel 2007 il GIP Tommaso Picazio accolse la richiesta della procura di Roma di archiviare un filone dell'indagine lì trasmessa per competenza e riguardante una presunta estorsione da parte di Corona ai danni del calciatore Francesco Totti per evitargli la pubblicazione — alla vigilia del suo matrimonio — di un'intervista rilasciata dalla showgirl Flavia Vento in cui vi erano riferimenti ad un presunto flirt tra lei e Totti.

#### Filone di Torino (2010-2014)
Indagato dalla procura di Torino per una presunta estorsione ai danni del calciatore David Trezeguet, al quale Corona avrebbe chiesto 25.000 euro per acquistare un servizio fotografico che lo ritraeva in compagnia di una donna (che non era la moglie) all'uscita da una discoteca, il 12 marzo 2010 Corona venne condannato in primo grado a 3 anni e 4 mesi di reclusione.
Nel 2012 in appello la sentenza venne riformulata, condannandolo a 5 anni di reclusione con interdizione permanente dai pubblici uffici e una multa di 1.000 euro; il 18 gennaio 2013 la Cassazione la confermò. Resosi latitante, 5 giorni dopo si costituì a Cascais. Estradato in Italia per via aerea, il 25 fu condotto nel carcere di Busto Arsizio dove venne condannato a 7 anni, 10 mesi e 17 giorni in continuazione e gli venne revocato dell'affidamento in prova che aveva ottenuto per il cumulo di condanne definitive sotto i tre anni.
Dopo 51 giorni di detenzione nel carcere di Busto Arsizio, il 17 marzo, fu trasferito nel carcere di Opera.
Nel 2014 venne diffusa a In onda su LA7 una sua lettera in cui si dichiarò pentito degli errori commessi; diversi personaggi pubblici tra cui Adriano Celentano, Fiorello e Marco Travaglio chiesero pubblicamente all'allora Presidente della Repubblica Giorgio Napolitano la concessione della grazia. Fu poi lo stesso Corona, attraverso l'avvocato Ignazio La Russa, a chiedere a Napolitano una grazia parziale che gli avrebbe consentito l'accesso ad una pena alternativa.
Nel 2015 i legali di Corona ne chiesero la detenzione domiciliare presentando una consulenza psichiatrica di parte in cui si affermava fosse affetto da psicosi. Una relazione dei medici del carcere di Opera certificò l'esistenza di problemi di natura psicologica ed una cura con psicofarmaci. Il sostituto PG Giulio Benedetti espresse tuttavia parere negativo alla richiesta e successivamente il tribunale di sorveglianza dispose un'ulteriore perizia psichiatrica per Corona, i cui risultati vennero depositati dal primario dell'ospedale San Paolo di Milano.

### Spendita di banconote false (2008)
Nel 2008 si rese protagonista di due episodi di spendita di banconote false. In particolare, il 28 febbraio Corona pagò in due bar dell'aeroporto di Fiumicino con due banconote da 100 euro rivelatesi non autentiche. Il 3 marzo venne poi fermato ed arrestato a Orvieto lungo l'autostrada dopo aver tentato di disfarsi di alcune banconote con cui aveva in parte tentato di spendere in autogrill.
Fu condannato a 1 anno e 6 mesi di reclusione per detenzione e spendita di denaro falso, cui si aggiunsero per il secondo fatto avvenuto in continuazione, altri 4 mesi di carcere, poi convertiti in una sanzione di 4.560 euro, e 300 euro di multa.

### Corruzione e reati tributari (2007-2015)
Nel corso della prima detenzione a San Vittore per l'inchiesta Vallettopoli, Corona diede 4.000 euro ad un agente della Polizia Penitenziaria per farsi consegnare una macchina fotografica con cui realizzò un servizio fotografico che vendette ricavandone 20.000 euro. Per tale vicenda l'8 marzo 2010 venne condannato con rito abbreviato a 1 anno e 8 mesi per corruzione; la pena tenne conto anche di un suo risarcimento spontaneo di 8.000 euro al ministero della Giustizia. Il 26 marzo 2012 in appello la condanna venne ridotta ad 1 anno, 2 mesi e 5 giorni e poi convalidata il 4 giugno 2013 dalla Cassazione.
In parallelo a questo fatto nel dicembre 2008, a seguito di un'istanza presentata dalla Mondadori Pubblicità (per una fattura da 45.000 euro non pagata), la Corona's SRL venne dichiarata fallita dal Tribunale di Milano; di conseguenza Fabrizio Corona fu indagato per bancarotta fraudolenta ed evasione fiscale. Rinviato a giudizio nel 2010, fu condannato a 4 anni di carcere nel 2011, che vennero poi ridotti in appello nel 2012 a 3 anni e 10 mesi. La sentenza fu riconfermata in Cassazione nel 2013 ed andò a sommarsi alle precedenti condanne nei confronti di Corona divenute definitive.
Nel 2014 la Cassazione lo condannò definitivamente ad 1 anno di carcere per evasione fiscale relativa ad omessi versamenti da parte della sua società per 488.205 euro relativi al periodo di imposta 2004. Lo stesso anno fu assolto dal tribunale di Milano per insussistenza dei fatti contestati rispetto all'ipotesi di evasione del fisco nel biennio 2007/2008 per 1,3 milioni di Euro.
Il 28 gennaio 2015 i giudici della prima sezione penale della Corte di cassazione di Roma annullarono la continuazione per i reati di corruzione (1 anno e 2 mesi) e di bancarotta e frode fiscale (3 anni e 10 mesi) e condannarono Corona a 13 anni e 2 mesi (anziché 9 anni e 8 mesi) ed al pagamento delle spese processuali.
Dopo 823 giorni di detenzione nel carcere di Opera, il 18 giugno dello stesso anno il giudice di sorveglianza dispose la sospensione della pena per motivi di salute e l'affidamento di Corona in prova ai servizi sociali presso la comunità Exodus di Don Mazzi, dove avrebbe dovuto scontare una pena residua di 5 anni. Il 27 ottobre 2015 il tribunale di sorveglianza milanese concesse poi l’affidamento in prova ai servizi sociali sul territorio.

### Diffamazione, truffa ed altri reati (2010-2015)

#### Querela di Simona Ventura (2010-2011)
Nel 2011 venne assolto in primo grado dall'accusa di aver diffamato Simona Ventura; la showgirl lo aveva querelato a causa di una lettera pubblicata su Chi nel 2009 in cui si riportavano episodi avvenuti nei 12 anni di frequentazione comune con Lele Mora.

#### Querela di Beatrice Baratto (2010-2011)
Nel 2012 il Tribunale di Milano condannò Corona a 9 mesi di reclusione in primo grado per aver incassato 10.000 euro dalla giornalista ligure Beatrice Baratto in cambio di collaborazioni giornalistiche e ospitate in televisione, salvo poi non mantenere l'accordo preso nel 2010. Nel 2013 nel corso di una puntata di Pomeriggio Cinque con ospite la Baratto, Corona e la conduttrice Barbara d'Urso ebbero un alterco per il quale la conduttrice gli chiese poi 100.000 euro a titolo di risarcimento.

#### Querela di Giuseppe Castaldo (2011-2013)
Nel 2011 Corona fu querelato dall'imprenditore Giuseppe Castaldo per truffa contrattuale in quanto aveva stipulato con la Fenice Srl un contratto non rispettato per la promozione di un marchio di abbigliamento sportivo che prevedeva, per 6.000 euro, anche la presenza della showgirl Sara Tommasi come testimonial. All'imprenditore fu poi comunicato che la Tommasi non avrebbe potuto promuovere la linea di abbigliamento in quanto coinvolta in una inchiesta sulle serate avvenute nella residenza di Arcore di Silvio Berlusconi.

#### Querela di Daniele Moschitta (2011-2013)
Nel 2011 noleggiò da Daniele Moschitta una Audi A8 per poi restituirla dopo 15 giorni rispetto alla data pattuita di riconsegna, con 25 multe e senza pagare la società di noleggio. A seguito di tale vicenda, nel 2018 i due raggiunsero un accordo che prevedeva il versamento di 7.300 euro a Moschitta come risarcimento; venne pertanto disposto il non luogo a procedere nei confronti di Corona, che nel frattempo era stato querelato al tribunale di Bolzano per appropriazione indebita.

#### Querela di Concetta Serrano (2011-2014)
Nel 2014 raggiunse un accordo con Concetta Serrano, madre della giovane Sarah Scazzi uccisa nel 2010 ad Avetrana, per la remissione di una querela per violazione di domicilio; nel 2011 si era infatti introdotto nella sua abitazione con l'obiettivo di realizzare una intervista esclusiva per alcuni settimanali.

#### Richiesta di indagine del PM Mariano Fadda (2013)
Nel 2013 Corona depose come testimone in un processo su presunte fatture false ed episodi di peculato riguardanti spettacoli organizzati al casinò di Campione d'Italia; nel corso dell'udienza ebbe un alterco con il PM Mariano Fadda e fornì una differente versione su un episodio inerente alla mancata esibizione di Nina Morić e Alessia Fabiani al casinò. Fadda chiese quindi al tribunale la trasmissione degli atti in procura al fine di indagare Corona per oltraggio al magistrato in udienza e falsa testimonianza.

#### Querela di Barbara d'Urso (2013-2015)
Nel 2013 a Domenica Live la conduttrice Barbara D'Urso affermò di avere in corso una causa con Fabrizio Corona in quanto quest'ultimo, avrebbe pubblicato su un settimanale in prima pagina una foto di suo figlio asserendo che fosse intento a fumare uno spinello; in realtà si rivelò essere una sigaretta. Dal carcere scrisse poi una lettera di scuse alla D'Urso, che lesse nella stessa trasmissione nel 2015.

#### Rinvio a giudizio per diffamazione (2019-)
Il 18 novembre 2019, a seguito di un articolo comparso su King Corona Magazine in cui veniva ipotizzato un flirt tra Brozović e Wanda Nara, Corona è stato rinviato a giudizio per diffamazione ai danni del croato, dell'argentina e del marito di quest'ultima, Mauro Icardi.

### Intestazione fittizia di beni (2016-)
Il 7 ottobre 2016, su richiesta del PM Alessandra Dolci e del procuratore aggiunto Ilda Boccassini, la sezione misure di prevenzione del Tribunale di Milano sequestrò a Corona, allora affidato ai servizi sociali, 1,7 milioni di euro in contanti rinvenuti nel controsoffitto di una casa appartenente ad un uomo, ritenuto di fatto l'amministratore di una società. Ciò portò in seguito alla revoca del provvedimento con cui fu affidato in prova ai servizi sociali in quanto accusato di intestazione fittizia di beni, che si sarebbe consumata nel corso dell'affidamento. Il 10 ottobre venne arrestato e portato per la seconda volta nel carcere di San Vittore. Nello stesso anno gli venne inoltre sequestrata un'abitazione in quanto ritenuta intestata a prestanomi.
Dopo 499 giorni di detenzione, il 21 febbraio 2018 il tribunale di sorveglianza milanese ne dispose poi un secondo affidamento provvisorio e terapeutico in una comunità di Limbiate, consentendogli anche di utilizzare l'abitazione sequestrata per dormire. In seguito gli fu permesso di tornare a svolgere la propria attività lavorativa, estendendo gli orari in cui poteva restare fuori casa, e consentendogli l'uso di telefono e social network per promuovere il proprio lavoro.
Il 25 marzo 2019 venne riportato in carcere dopo che il magistrato di sorveglianza del tribunale di Milano ne sospese l'affidamento terapeutico; la decisione venne presa a seguito di diverse violazioni alle prescrizioni, tra cui il non aver comunicato parte dei suoi spostamenti al commissariato di zona, un'intervista a Non è l'Arena in cui si definiva stanco degli obblighi imposti ed, infine, il comportamento assunto durante una puntata de L'isola dei famosi nel corso di un intervento relativo ad un presunto tradimento della moglie di Riccardo Fogli. Il 19 aprile dello stesso anno il tribunale dispose quindi la revoca dell'affidamento in prova, prevedendo anche che 5 dei mesi già scontati da Corona, non venissero ritenuti validi per l'espiazione della pena complessiva.
Dopo 257 giorni di detenzione nel carcere milanese, il 7 dicembre 2019 fu trasferito in un istituto di cura vicino a Monza, dove venne sottoposto a cure psicologiche per il progredire di disturbi della personalità borderline, associati a tendenze narcisistiche ed episodi depressivi. Nel 2020 venne ripreso fuori da un residence di Milano nel quale stava scontando gli arresti domiciliari; il 12 giugno dello stesso anno la Cassazione dispose che lo stesso Corona non dovesse scontare la pena aggiuntiva di 9 mesi per la revoca dell’affidamento in modo retroattivo. Il 18 marzo 2021 la prima sezione penale della Suprema Corte ha dichiarato inammissibile il ricorso dei difensori di Corona e, accogliendo la richiesta del PG di Milano Antonio Lamanna, ha disposto di non conteggiare i 9 mesi di reclusione già scontati in affidamento terapeutico tra febbraio e novembre 2018, disponendo che lo stesso Corona dovrà scontarli nuovamente.
L'11 marzo 2021, a seguito di numerose reiterate violazioni rilevate dai magistrati, il Tribunale di Sorveglianza ne dispone il ritorno in carcere. Contro tale decisione Corona si è ferito ai polsi ed è stato ricoverato al reparto di psichiatria dell'ospedale Niguarda, ove inizia per protesta, uno sciopero della fame, poi concluso dopo circa tre settimane. Viene trasferito alla sera del 22 marzo in regime di detenzione presso il carcere di Monza.

#### Denuncia per minacce a magistrati (2021-)
Nel 2021 il PG della Corte d'Appello di Milano Antonio Lamanna – dopo la diffusione di un video pubblicato da Corona su Instagram in cui attaccava i giudici a seguito della revoca del differimento pena in detenzione domiciliare – ha sporto una querela per minacce nei suoi confronti; la denuncia sarà valutata dal Tribunale di Brescia, competente per i reati commessi verso i magistrati della città meneghina. Analogo provvedimento potrebbe essere intrapreso dal giudice del Tribunale di Sorveglianza Marina Corti, che si è riservata di decidere in merito.

### Accusa di ricettazione (2023-)
Nel 2023, secondo quanto riportato da alcune testate giornalistiche, viene indagato per ricettazione nell'ambito dell'inchiesta a carico di un carabiniere e di un politico di Mazara del Vallo, dove quest'ultimi, sempre secondo quanto riportato da alcune testate giornalistiche, venuti in possesso illegalmente di materiale riservato sulla cattura del boss Matteo Messina Denaro, avevano tentato di venderlo al direttore di Mow, il quale denunciò l'accaduto alle Forze dell'ordine. In un'intervista rilasciata dallo storico avvocato di Corona, viene affermato che Corona e il direttore di Mow decisero insieme della necessità di presentare una formale denuncia inerente al tentativo di vendita di materiale scottante, da parte del politico di Mazara del Vallo.

### Accuse di calcioscommesse (2023-)
Ad ottobre 2023, Corona accusa vari calciatori tra cui: Nicolò Fagioli, Sandro Tonali e Nicolò Zaniolo di aver fatto parte al giro di calcioscommesse, la sua unica fonte d'informazioni da lui rilevata su questo caso è lo zio del calciatore Sebastiano Esposito. Successivamente dopo i controlli e gli accertamenti da parte delle forze dell'ordine, Nicolò Fagioli verrà squalificato per 12 mesi, di cui sette effettivi e cinque commutati in altre prescrizioni con le attenuanti della collaborazione e della diagnosi di ludopatia. Sandro Tonali verrà invece squalificato per 10 mesi. In seguito, i calciatori Stephan El Shaarawy e Nicolò Casale hanno denunciato Corona per diffamazione aggravata, poiché erano stati accusati di essere coinvolti in scandali di calcioscommesse senza alcuna prova.

## Discografia
- 2007 – Fabrizio Corona Hip Hop Selection[135]

## Filmografia

### Attore

#### Cinema
- Videocracy - Basta apparire, regia di Erik Gandini (2009)
- Il ribelle - Fabrizio Maria Corona, regia di Giacomo Franciosa (2010)
- Metamorfosi, regia di Jacopo Giacomini e Roberto Gentili (2015)
- Italian Business, regia di Mario Chiavalin (2017)

#### Televisione
- Squadra antimafia - Palermo oggi – serie TV (2010-2011)

### Videoclip
- Corona non perdona – Kalief (2007)
- Pazzesco – Kalief (2010)
- Un uomo migliore – Ultimo (feat. Giancarlo Giannini) (2015)
- Via da te – Rosario Mallardo (2016)
- Adalet giustizia e libertà – Mr Anonimo (2018)
- Gianni! dimmi Fabrizio – Mr Anonimo (2018)
- E staje male – Marco Calone (2018)

## Programmi televisivi
- La fattoria (Canale 5, 2009) – concorrente
- Libertà di parola - La fabbrica delle opinioni (Canale Italia, 2012) – conduttore

## Opere
- Valeria Braghieri, Vita pericolosa di un fotoreporter randagio: l'acchiappavip, Milano, Libero, 2007, SBN ANA0202199.
- La mia prigione, Milano, Cairo Publishing, 2007, ISBN 978-88-6052-134-7.
- Chi ha ucciso Norma Jean?, Milano, Cairo Publishing, 2010, ISBN 978-88-6052-343-3.
- Mea Culpa, Milano, Mondadori, 2014, ISBN 978-88-04-63651-9.
- La cattiva strada, Milano, Mondadori, 2016, ISBN 978-88-04-66331-7.
- Non mi avete fatto niente, Milano, Mondadori, 2019, ISBN 978-88-91-81097-7.
- Come ho inventato l'Italia, Milano, La nave di Teseo, 2020, ISBN 978-88-93950-77-0.